# Discogobio tetrabarbatus
Discogobio tetrabarbatus är en fiskart som beskrevs av Lin, 1931. Discogobio tetrabarbatus ingår i släktet Discogobio och familjen karpfiskar. IUCN kategoriserar arten globalt som livskraftig. Inga underarter finns listade i Catalogue of Life.